# Clubiona phragmitis
Clubiona phragmitis là một loài nhện trong họ Clubionidae.
Loài này thuộc chi Clubiona. Clubiona phragmitis được Carl Ludwig Koch miêu tả năm 1843.

## Hình ảnh

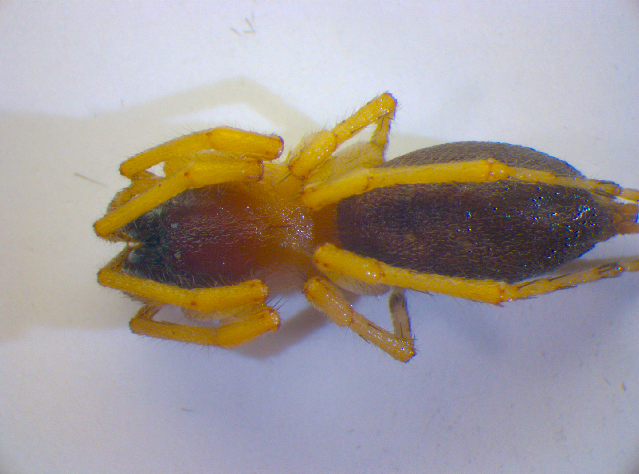
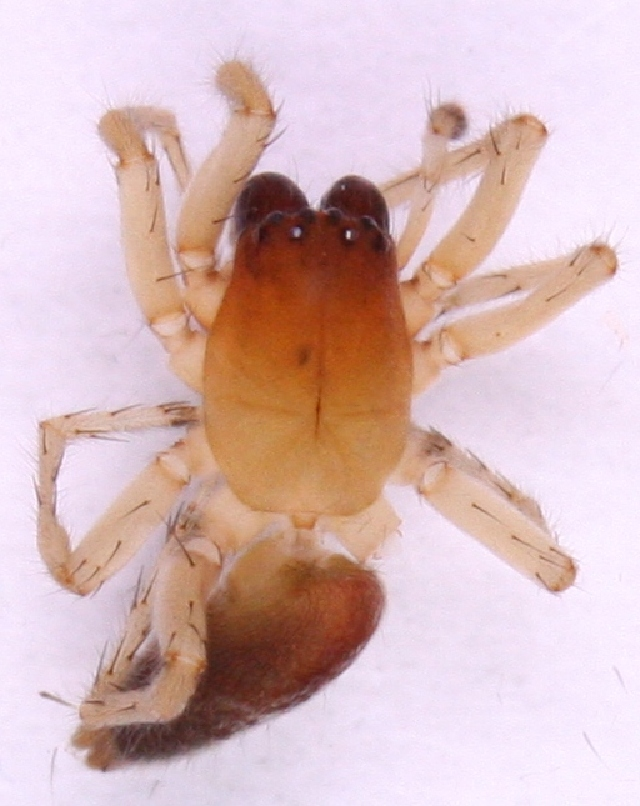
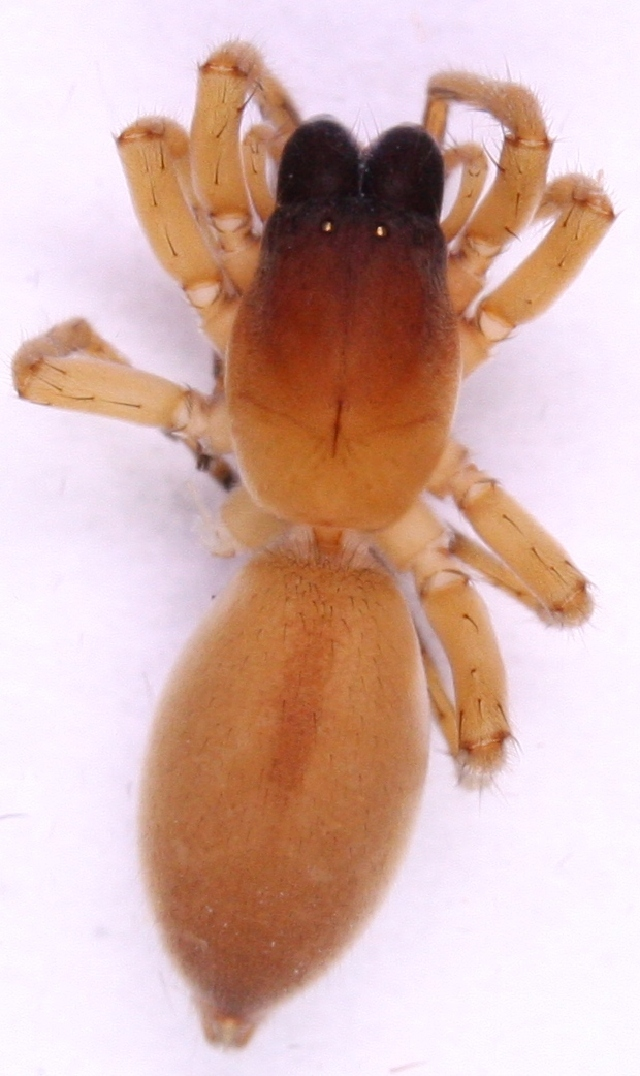
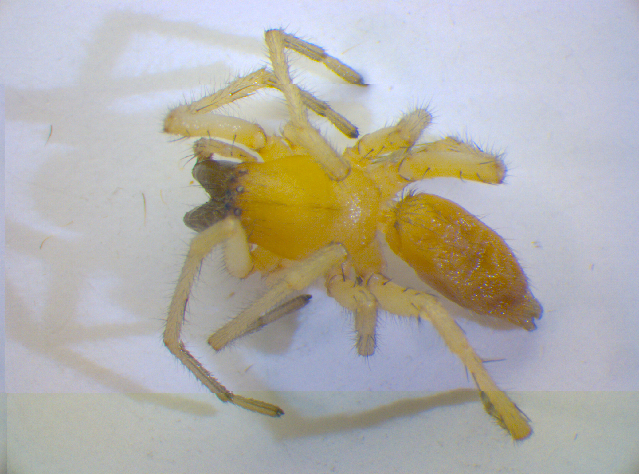